# Simon Viklund
Simon Viklund (született: Simon Wiklund, Stockholm, 1979. december 1. –) svéd videójáték-zeneszerző, hangmérnök, kreatív igazgató, aki elsősorban a 2008-ban megjelent Bionic Commando Rearmed című videójáték révén lett ismert, amelyen mint zeneszerző és kreatív igazgató működött közre. Viklund nyolcéves korában kezdett el hegedülni, majd később zongorázni, gitározni, basszusgitározni, dobolni és énekelni, legnagyobb hatással a The Prodigy volt rá.
Viklund 2000-ben csatlakozott barátja, Ulf Andersson és annak bátyja, Bo Andersson Klint által alapított Grinhez, ahol a cég összes saját fejlesztésű játékának ő írta a zenéjét, de gyakran hangmérnöki vagy kreatív igazgatói szerepet is betöltött. 2009-ben a Grin csődbe ment, ezután Viklund az Andersson testvérekkel megalapította az Overkill Software videójáték-fejlesztő céget. Viklund 2009 óta szabadúszóként is tevékenykedik, a Capcom több játékán is dolgozott.

## Élete
Viklund 1979. december 1-jén született Stockholmban. Mivel szülei zenéltek, ezért már fiatalon, nyolcéves korában megtanult hegedülni, majd később zongorázni, gitározni, basszusgitározni, dobolni és énekelni. Tizenéves korában a helyi templom kórusában énekelt, majd a középiskolában rövid ideig egy, a barátai által alapított rockegyüttes énekese volt. Később a brit The Prodigy hatására elkezdte érdekelni az elektronikus zene, és az 1990-es évek második felében a FastTracker 2 számítógépes program segítségével zenét kezdett írni. Nem volt része egyetlen democsapatnak sem, zenéit nem töltötte fel az internetre, mivel maga sem volt megelégedve velük. Középiskolai tanulmányait 1995 és 1998 között a huddingei Huddingegymnasiet művészeti szakán végezte.
2000 májusában csatlakozott barátja, Ulf Andersson és annak bátyja, Bo Andersson Klint által alapított stockholmi Grin videójáték-fejlesztő céghez. Első profi munkája a vállalat 2001-ben megjelent Ballistics című videójátéka volt, amelyen zeneszerzőként és hangmérnökként működött közre. Ekkoriban Ulf lakásán és annak szülei házának alagsorában dolgozott hétvégenként. A következő években Viklund a Grin összes videójátékánál, így a végül meg nem jelent Vulturesnél, a Bandits: Phoenix Risingnál (2002), a Tom Clancy’s Ghost Recon: Advanced Warfighternél (2006) és annak folytatásánál (2007), a Bionic Commando Rearmednál (2008), a Wanted: Weapons of Fate-nél (2009), a Bionic Commandónál (2009) és a Terminator Salvationnél (2009) is közreműködött, de a Triotech Amusement Wasteland Racers 2071 (2006) című játéktermi játékán is munkálkodott. 2009-ben a Grin a gazdasági válság során csődbe ment, ezután Viklund immár szabadúszóként dolgozott, és a Capcom megbízásából számos játékhoz, így a Bionic Commando Rearmed 2-höz (2009), a Final Fight: Double Impacthez (2010) és a Street Fighter III: 3rd Strike Online Editionhöz (2011) is készített zenéket.
2009-ben a Grin egykori alkalmazottjaival megalapította az Overkill Software videójáték-fejlesztő céget, első játékuk összes hanghatását, így a zenéket és a hangeffekteket is Viklund készítette el. Ezen túlmenően segédkezett azok játékba való implementálásában, illetve a szinkronszínészek válogatását és vezetését is magára vállalta, valamint ő is hangját adja a játék több szereplőjének. A Paydaynél kreatív igazgatóként jelentős beleszólása volt a játékmechanikai elemekbe is. A Payday folytatásának zenéjét is ő szerezte, a hangeffekteket azonban immár egy négyfős csapat élén készítette el. Hét, a Payday 2-höz kapcsolódó, azonban attól különálló zenei albumot is elkészített. Az első, az I’m a Wild One egy countrydal, melyet Pat Briscoe álnéven jelentetett meg, a játék Armored Transport című letölthető tartalmának előzetes videójában hallható. A második, az A Merry Payday Christmas egy karácsonyi album, melyen Pete Golddal, a Payday-játékok egyik főszereplőjének szinkronszínészével énekel. A harmadik, a Drifting szintén egy Pat Briscoe álnéven megjelentetett countrydal, melyet a játék The Dentist című kisfilmjében használtak fel. A negyedik, a Pietro Nuovoramo és Eva Falzoni svéd operaénekesekkel olasz nyelven felénekeltetett Ode All’Avidità egy operadal, amely a játék Big Bank című letölthető tartalmának előzetes videójában hallható. Az ötödik, a The 12 Days of Xmas egy „karácsonyi ének”, melyen a Payday 2 szinkronszínészeivel együtt énekel. A hatodik Curse of the Diamond címmel jelent meg és a játék The Diamond című pályacsomagjának előzetes videójában csendült fel. A hetedik, a The Flames of Love, melyet a Smokey Bennett & The Hoopsszal vettek fel és a játék The Butcher’s BBQ Pack című letölthető tartalmának videójában hallható. 2015 márciusában megjelentette első videójátékoktól önálló kiadványát Breath of Death címen. A dal ugyan szerepelt a Payday 2 Jacket Character Pack című letölthető tartalmának előzetes videójában, azonban az nem része a játék zenei anyagának.
2014 januárjában részt vett az Awesome Games Done Quick 2014 jótékonysági maratonon, amelynek keretében a Kid Icarus elnevezésű Nintendo Entertainment System-játék zenéjét remixelte élőben. A rendezvény során több mint 3300 amerikai dollárnyi összeget gyűjtött össze a Prevent Cancer Foundation részére.
2015-ben kilépett az Overkillből, hogy személyes zenei projektjeire összpontosíthasson. Távozása után számos független kiadós videójátékon munkálkodott, így a Gear Upon, a Pan-Panon és a Robonautsszon, de a Starbreeze Dead by Daylight című horrorjátékához, valamint a Payday 2-höz is készített zenéket. 2016 júniusában zeneszerzőként leszerződött a BMG lemezkiadóval. 2016 augusztusában csatlakozott az Ulf Andersson által alapított 10 Chambers Collective videójáték-stúdióhoz, melynek első címe a GTFO horrorjáték lesz.

## Stílus és inspirációk
Viklund szerzeményei elsősorban az elektronikus zenei műfajok, így a techno, a big beat, az electro-funk vagy a dubstep elemeire épülnek, de a rock, az indusztriális zene vagy éppen a rap alapjaiból is merítkezett már. 2008-ban Viklund zenéjét a svéd Nöjesguiden magazin „chip house”, míg maga Viklund a „8-bit inspirálta dance” stílusába sorolta be. Kezdetben a FastTracker 2 számítógépes programmal szerzett zenét, első két profi munkájához, a Ballisticshoz (2001) és a Bandits: Phoenix Risinghoz (2002) is ezt használta. A Bionic Commando játékok és a Payday: The Heist (2008–2011) zenéjét már a Jeskola Buzz program segítségével vette fel, a 2013-ban megjelent Payday 2-nél viszont áttért az Ableton Live programra, amit a Native Instruments Komplete beépülőcsomaggal és egy reFX Nexus 2 ROM szintetizátor beépülővel egészített ki. Ezek mellett a dalok elkészítése során használ Focusrite Forte külső hangkártyát, AKG Acoustics K 701 fejhallgatót, Genelec stúdiómonitorokat, illetve Røde Microphones (saját) vagy Georg Neumann (céges) mikrofonokat. A dalai leggyakrabban 120 és 133 BPM közöttiek, és úgy írja őket, hogy amint eszébe jut egy dallam, beledúdolja a mobiltelefonjába, majd akusztikus gitáron meghatározza, hogy milyen akkordmenet illik az adott dallamhoz, végül számítógépen elkészíti a teljes dalt.
Viklund zenéjét nagy mértékben befolyásolta a brit The Prodigy, hatásukra kezdett el érdeklődni az elektronikus zene iránt. Általános iskolában gyakran hallgatott olyan amerikai rockegyütteseket, mint a Pearl Jam, a Stone Temple Pilots, az Alice in Chains vagy a Soundgarden. A The Prodigy zenéjében is elsősorban az ragadta meg, ahogy vegyíteni tudták a rock- és az elektronikus zenét. Első két profi munkájánál, a Ballisticsnál és a Bandits: Phoenix Risingnál nagy hatással volt rá a Quake III Arena zenei anyaga, illetve a Fatboy Slim és a The Chemical Brothers együttesek. A 2008-ban megjelent Bionic Commando Rearmednál már jóval nagyobb hatást gyakorolt rá a The Crystal Method és a Justice, míg a 2011-es Payday: The Heist a Front Line Assembly dalaiból és az indusztriális zenéből merítkezett. Inspirációforrásként tartja még számon a Black Sun Empire-t, deadmau5-t, Feed Me-t, a Noisiát és az ezekhez hasonló elektronikus előadókat, illetve néhány alternatívrock-együttest is.
Geno Anthony, a Sumthing.com munkatársa Viklund Street Fighter III: 3rd Strike Online Editionhöz írt Remy Stage (The Beep) című számát az ötödik, míg Owen Good, a Kotaku videójátékos szaklap riportere Viklund Bionic Commando Rearmedhoz szerzett Heat Wave című számát a legjobb hetedik konzolgenerációs videójáték-zeneszámnak sorolta be.

## Munkái

### Videójátékok
- Ballistics (2001, Grin) – zeneszerző, hangmérnök
- Vultures (nem jelent meg, Grin) – zeneszerző, hangmérnök
- Bandits: Phoenix Rising (2002, Grin) – zeneszerző, hangmérnök, átvezető jelenet rendező
- Wasteland Racers 2071 (2006, Triotech Amusement) – zeneszerző, hangmérnök
- Tom Clancy’s Ghost Recon: Advanced Warfighter (2006, Grin) – hangmérnök
- Tom Clancy’s Ghost Recon: Advanced Warfighter 2 (2007, Grin) – hangmérnök
- Bionic Commando Rearmed (2008, Grin) – zeneszerző, kreatív igazgató
- Bionic Commando (2009, Grin) – vezető hangmérnök, supervising szinkronrendező, zenei tanácsadó
- Wanted: Weapons of Fate (2009, Grin) – hangmérnök
- Terminator Salvation (2009, Grin) – hangmérnök
- Bionic Commando Rearmed 2 (2011, Capcom) – zeneszerző, író, kreatív tanácsadó
- Final Fight: Double Impact (2010, Capcom) – hangszerelő
- Street Fighter III: 3rd Strike Online Edition (2011, Capcom) – hangszerelő
- Payday: The Heist (2011, Overkill Software) – zeneszerző, hangmérnök, kreatív igazgató[33]
- Brothers: A Tale of Two Sons (2013, Starbreeze Studios) – hangmérnök, zenei tanácsadó
- Payday 2 (2013, Overkill Software) – zeneszerző, vezető hangmérnök[34]
- Gear Up (2014, Doctor Entertainment) – a béta előzetes videójának zenéje
- Dead by Daylight (2016, Behaviour Interactive) – zeneszerző
- Pan-Pan (2016, Spelkraft) – hangmérnök, zeneszerző
- Robonauts (2017, Qubic Games) – zeneszerző[35]
- GTFO (2020, 10 Chambers Collective) – zeneszerző, játéktervező

### Websorozatok
- Payday: The Web Series (2013) – zeneszerző

### Szinkronszerepek
- Ballistics (2001, Grin) – kisebb szerepek
- Bionic Commando Rearmed (2008, Grin) – kisebb szerepek
- Payday: The Heist (2011, Overkill Software) – Bain, kisebb szerepek
- Payday 2 (2013, Overkill Software) – Bain, kisebb szerepek

### Egyebek
- I’m a Wild One (2013, digitális kislemez, Pat Briscoe-ként)[12]
- A Merry Payday Christmas (2013, digitális nagylemez, Pete Golddal)[13]
- Kid Icarus Rap Remix Medley (2014, digitális kislemez, The Amazing Brandóval)[36]
- Drifting (2014, digitális kislemez, Pat Briscoe-ként)[37]
- Ode All’Avidità (2014, digitális kislemez, Pietro Nuovoramóval és Eva Falzonival)[38]
- Criminal’s Ambition (2014, digitális kislemez, KwoteONE-nal)[39]
- The 12 Days of Xmas (2014, digitális kislemez, Damion Poitierrel, Pete Golddal, Michael Orensteinnel, Ulf Anderssonnal, Simon Kerrel, PJ Stoppleworthtal, Spike Spencerrel, Aoife Duffinnal és Ilia Volokkal)[40]
- Curse of the Diamond (2014, digitális kislemez)[41]
- Breath of Death (2015, digitális kislemez)[42]
- The Flames of Love (2015, digitális kislemez, a Smokey Bennett & The Hoopsszal)[43]
- Overkill B-Sides (2015, digitális nagylemez)[44]
- Orbot (2016, digitális középlemez)[45]
- Free Music (2016, digitális kislemez)[46]
- Chains is in a Pickle (2016, digitális kislemez)[47]
- Out of My League (2017, digitális kislemez, Frida Guldstranddal)[48]
- STHLM Hunters (2019, rövidfilm – zeneszerző)[49]
- Steal from the Rich, Give to Myself (2019, digitális kislemez)[50]
- Badlands (2020, digitális középlemez)[51]